# Heinrich Lauterbach
Heinrich Lauterbach (Breslau, 2 maart 1893 – Biberach, 16 maart 1976) was een Duitse architect. Hij studeerde aan de Academie voor Kunst en Toegepaste Kunsten in Breslau, en bekwaamde zich daar in het beeldhouwen. Daarna volgde Lauterbach opleidingen tot architect in Darmstadt en Dresden.
Na zijn opleidingen begon Lauterbach zijn loopbaan als architect in Berlijn, in het kantoor van Hans Poelzig. Vanaf 1925 vestigde hij zich als zelfstandig architect in Breslau. Daar werd hij lid van de Silezische sectie van de Deutsche Werkbund en lid van de architectengroep “der Ring”. 
Van 1930 tot 1932 doceerde Lauterbach aan de Academie voor Kunst en Toegepaste Kunsten in Breslau, en bouwde hij voor particulieren in onder andere Dubrovnik. Na de Tweede Wereldoorlog werd Heinrich Lauterbach docent architectuur aan de Technische Hogeschool van Stuttgart en aan de Staatsakademie in Kassel.
Lauterbach behoort tot de groep van architecten, die in 1929 samen aan de WuWa bouwden: een tentoonstelling van woonhuizen en utiliteitsbouw in modernistische stijl van de Deutsche Werkbund te Breslau. Samen met Adolf Rading was hij een van de initiatiefnemers van de WuWa.
- Gemeinsame Normdatei: 118726773
- International Standard Name Identifier: 0000 0001 0998 6492
- Library of Congress Control Number: no2014053579
- Nationale Bibliotheek van Tsjechië: jo2015855946
- Nationale bibliotheek van Australië: 35756631
- Nationale Bibliotheek van Polen: a0000002714307
- Nederlandse Thesaurus van Auteursnamen: 067755771
- Système universitaire de documentation: 186108761
- Trove: 1073373
- Union List of Artist Names: 500021258
- Virtual International Authority File: 93302345
- WorldCat: E39PBJr7TGfQ3TQ7xyMbxm7rbd